# Personaggi di Battle Royale
Questa è la lista dei personaggi del romanzo, manga e film Battle Royale.

## Personaggi principali

### Shūya Nanahara
- Arma assegnata: coltello (romanzo e manga); coperchio (film)

Il 15° ragazzo, Shūya Nanahara (七原 秋也?, Nanahara Shūya) è il protagonista della storia. Ha avuto tristi esperienze sin dall'infanzia: suo padre è stato ucciso dal governo per aver lottato contro il regime, mentre sua madre è morta quando era ancora in terza elementare. Quando il resto della famiglia non l'ha voluto adottare, Shūya è stato mandato in un orfanotrofio. Shūya si fida dei compagni che non vogliono prendere parte al Programma e cerca più volte di radunare altri studenti senza risultato, riuscendo però in diverse occasioni a sfuggire ad alcuni compagni che vogliono ucciderlo. È una rockstar autoproclamata, ascolta e suona il rock nonostante sia vietato dal governo. Il suo artista preferito è Bruce Springsteen. Dopo la morte del migliore amico Yoshitoki, giura di proteggere Noriko, la ragazza che Yoshitoki amava. Sopravvive al Programma e scappa via. Nel manga emigra negli Stati Uniti.
Nel romanzo, Shūya prova rabbia e rimorso dopo aver ucciso i soldati sulla nave. Nel manga, l'autore Masayuki Taguchi ha alterato la personalità di Shūya in modo che i personaggi potessero differenziarsi, poiché era convinto che questo aspetto richiedesse maggiore attenzione di quella che gli era stata data nel romanzo e nel film. Taguchi descrive la personalità di Shūya come quella di "un personaggio di un manga shōnen". Così Taguchi sviluppa la personalità pacifista di Shūya e decide di cambiare il finale, consentendo a Shūya di risparmiare i soldati sulla nave.
Nel film, vengono messe in risalto molte delle caratteristiche di Shūya come: il suo amore per Bruce Springsteen e il rock, assieme alla sua premura verso i compagni di classe che non vuole si uccidano a vicenda. Alla fine dopo aver ucciso il responsabile della Battle Royale, Kitano, lui e Noriko scappano e diventano ricercati dal governo.
Nel sequel del film, Shūya diventa un terrorista, leader di un esercito di giovani che hanno perso la propria famiglia o sono sopravvissuti al Programma, e dichiara guerra a tutti gli adulti che sostengono il "Battle Royale Act". Questo spinge il governo a creare una nuova legge BR chiamata BR II che invia una sola classe di terza media in una base terroristica per eliminare la minaccia e il terrorista Shūya. Gli uomini di Shūya combattono con gli studenti arrivati alla base uccidendone molti e guadagnandosi l'odio dei loro amici. Shūya prende i sopravvissuti come prigionieri cercando costantemente di convincerli a unirsi a lui, anche se è spesso trattato con disprezzo in quanto i pochi studenti rimasti nella classe rifiutano di perdonarlo per la morte dei loro compagni. Alla fine uno studente di nome Aoi Takuma si allea con il terrorista dopo che Shūya offende gli Stati Uniti in un video in cui incoraggia i giovani di tutti i paesi bombardati dagli Stati Uniti a ribellarsi, costringendo pure il governo degli Stati Uniti a bombardare la base. Shūya e Aoi respingono i soldati giusto in tempo per scappare con i loro alleati prima che la base venga rasa al suolo. I due si riuniscono con i loro alleati in Afghanistan e si separano. Nei film Shūya è interpretato da Tatsuya Fujiwara.
Uccide: Tatsumichi Oki (incidente); Numero imprecisato di soldati (romanzo); Kazuo Kiriyama (manga); Kitano (film).

### Noriko Nakagawa
- Arma assegnata: Boomerang (romanzo e manga); Binocolo (film)

La 15° ragazza, Noriko Nakagawa (中川 典子?, Nakagawa Noriko) è la protagonista femminile e prima alleata di Shūya, così come il suo interesse amoroso. È una ragazza tranquilla e riservata considerata carina da Shūya. Nel romanzo e manga riceve una pallottola alla gamba per aver tentato di aiutare Yoshitoki Kuninobu, mentre nel film viene colpita al braccio in un incidente. In tutte le versioni si ammala e viene curata da Shūya e Shogo presso una farmacia. È l'unica persona che riesce a mantenere calmo Shūya ed è l'unica persona oltre a lui a sopravvivere al gioco. Oltre a essere innocente, è profondamente filosofica e ispira fiducia in Shūya e Shogo. È lei a uccidere Kazuo Kiriyama con il solo e unico proiettile che spara durante il gioco (c'è una certa confusione in questa scena dato che subito dopo Shogo spara di nuovo a Kiriyama assumendosi la responsabilità dell'omicidio, anche se in realtà voleva evitare a Noriko la colpa di aver ucciso qualcuno). Nel manga, dopo il Programma, la famiglia la rifiuta (poiché suo fratello è stato rapito dalla polizia per costringerli a collaborare alla ricerca di Noriko) così lei emigra negli Stati Uniti con Shūya. Nel film, l'insegnante Kitano si prende cura di Noriko augurandole di vincere il gioco, cercandola per l'isola, dandole un ombrello per la pioggia e mostrando un quadro con lei come vincitrice quando lei, Shūya e Shogo irrompono nella scuola. Shūya ha anche detto che Noriko scriveva le migliori composizioni nella classe di letteratura, di conseguenza, quando lei dichiara il suo amore, le sue parole sono descritte come "poetiche". Noriko è raffigurata per rappresentare una voce fuori dal romanzo come la voce dell'autore o la voce del pubblico. Nei film Noriko è interpretata da Aki Maeda.
Uccide: Kazuo Kiriyama (romanzo); Numero imprecisato di soldati (romanzo).

### Shōgo Kawada
- Arma assegnata: Fucile a canne mozze (romanzo); Fucile a canna liscia (manga); Franchi SPAS-12 (film)

Il 5° ragazzo, Shōgo Kawada (川田 章吾?, Kawada Shōgo) è uno studente trasferitosi nella classe 3-B circa due mesi prima che il Programma si svolgesse. Egli è il vincitore del Programma attuale (fingendo di uccidere Shūya e Noriko) e dell'edizione precedente a cui ha partecipato tre anni prima. Shōgo si allea con Shūya e Noriko dicendo loro che conosce un modo per fuggire dall'isola e dall'intero Programma Battle Royale. Noriko e Shūya spesso dubitano della sua affidabilità, ma questi dubbi si rivelano infondati, come Shōgo svela di essersi deliberatamente trasferito nella loro scuola con speranza di entrare in una classe selezionata. Partecipa per vendicare la morte della sua fidanzata che è avvenuta nella precedente edizione. Shōgo, insieme a Shūya e Noriko, sconfigge Kiriyama e aiuta i due protagonisti a scappare, morendo però a causa delle ferite riportate nello scontro con Kiriyama; in tutte le versioni è l'ultimo studente a morire.
Nel romanzo, Shōgo è descritto come avente il "corpo di un campione di pesi medi", nel manga è anche molto muscoloso. È l'unico studente ad avere la barba. Shōgo ha una cicatrice sotto l'occhio sinistro, causata da una coltellata ricevuta quando ha vinto la precedente edizione tre anni prima. Nel romanzo, Shūya nota che Shōgo ha molteplici cicatrici causate da un'arma da fuoco su tutto il tronco quando si sono cambiati per la palestra. Shōgo è l’unico studente che fuma. In un flashback del manga, si scopre che suo padre era un medico e aveva un piccolo ospedale in un locale poco equipaggiato. Egli era autonomo e Shōgo gli dava una mano di tanto in tanto; è grazie a questa esperienza che Shōgo è stato in grado di curare Noriko. Suo padre è stato trascinato via dal governo quando ha protestato per la partecipazione di Shōgo al programma, e da quel momento se ne sono perse le tracce. Shōgo aveva i capelli lunghi nel flashback a differenza del presente in cui è completamente rasato.
Koushun Takami descrive Shōgo come un personaggio di Young Champion (la versione manga di Battle Royale è stata realizzata in Young Champion) e ha ricordato che una persona gli ha detto che la versione di Masayuki Taguchi di Shōgo "sembra Bancho Kiyohara", riferendosi al giocatore di Baseball dei Yomiuri Giants Kazuhiro Kirohara. I lettori di Young Champion hanno classificato Shōgo primo in un sondaggio sulla popolarità dei personaggi. Taguchi ha rivelato che i tempi hanno contribuito a classificare Shōgo al momento della votazione. Takami sentiva che Shōgo si sarebbe classificato primo anche se non c'era una storia incentrata su di lui al momento del sondaggio. Shōgo è interpretato da Tarō Yamamoto nel film.
Uccide: Kyoichi Motobuchi; Kinpatsu Sakamochi (romanzo); Kaori Minami, Yonemi Kamon (manga); Kazuo Kiriyama (film).
Ucciso da: Kazuo Kiriyama (ferite riportate nello scontro con lui).

### Shinji Mimura
- Arma assegnata: Beretta 92 (romanzo, manga e film)

Il 10° ragazzo, Shinji Mimura (Mimura Shinji) usa la sua intelligenza per elaborare diversi piani geniali.
Il romanzo descrive Shinji con i capelli corti e un orecchino all'orecchio sinistro. Shinji per la sua abilità come difensore nel Basket ha ricevuto il soprannome di "Il Terzo Uomo". Shūya e Shinji divennero amici durante il torneo di basket del secondo anno; i nuovi giocatori avevano dichiarato che sia Shinji sia Shūya avevano pari abilità atletiche, anche se avevano dichiarato che Shinji fosse più forte nel basket. I risultati di Shinji in Matematica e Inglese non erano molto "brillanti", ma in compenso aveva un'incredibile conoscenza del mondo reale anche al di fuori della "Repubblica della Grande Asia Orientale", ed era anche molto maturo rispetto ai suoi compagni. Il romanzo afferma inoltre che Shinji non è arrogante.
Nel romanzo e nel manga, il suo primo piano è quello di introdursi nel computer del governo e disattivare i collari per poi bombardare la scuola. È riuscito a introdursi nel computer, ma quando discute della sua idea con l'amico Yutaka, la conversazione viene intercettata attraverso i collari dal responsabile del Programma che mette fine al piano. Shinji tenta quindi di bombardare la scuola in cui si trova il responsabile del Programma, ma fallisce dopo che Keita Iijima ostacola il piano finendo anche per essere ucciso per errore. Nella confusione che segue, arriva Kiriyama che uccide sia Shinji che il suo migliore amico Yutaka. In una serie di flashback viene rivelato che lo zio di Shinji era un oppositore del governo e che gli ha insegnato molte cose, tra cui come introdursi nei siti internet e fabbricare una bomba con vari oggetti sparsi sull'isola; suo zio è morto in seguito in circostanze misteriose anche se Shinji pensa che in realtà sia stato ucciso dal governo a causa del suo essere un oppositore. Il suo profilo manga afferma inoltre che è un donnaiolo. Inoltre Shinji sosteneva che Takako Chigusa, Sakura Ogawa e Mitsuko Souma fossero le ragazze più belle della classe (nel romanzo specifica di vedere in Takako il suo tipo ideale).
Nel film, Shinji incontra subito Keita e Yutaka. Shinji scopre dopo poco che il suo collare è sotto controllo e decide di bombardare la scuola. Il loro piano ha quasi successo, ma Kiriyama scopre il gruppo uccidendo Keita e Yutaka. Dopo che Kiriyama gli spara, Shinji si fa esplodere con la loro bomba, morendo ma accecando Kiriyama e attirando involontariamente Shōgo che ucciderà Kiriyama. Sopravvive leggermente più a lungo nel film che negli altri adattamenti, in quanto muore pochi istanti prima che Shōgo uccida Kiriyama. Shinji è interpretato da Takashi Tsukamoto nel film.
Uccide: Keita Iijima (romanzo e manga).
Ucciso da: Kazuo Kiriyama (romanzo e manga); suicidio (film).

### Hiroki Sugimura
- Arma assegnata: Radar (romanzo, manga e film)

L'11° ragazzo, Hiroki Sugimura (Sugimura Hiroki) trascorre la maggior parte del suo tempo a cercare Kayoko Kotohiki, la ragazza che ama, e la sua migliore amica Takako Chigusa.
Il romanzo descrive Hiroki come "riservato" e con un corpo alto e allampanato. Hiroki appare come un duro perché ha studiato le arti marziali, ma ciò nonostante è timido e non socializza con gli altri ragazzi. Nel romanzo viene detto che le persone che iniziano a conoscere Hiroki scoprono che è una bella persona. Hiroki adora leggere la poesia cinese, concessa dal governo poiché la "Repubblica della Grande Asia Orientale" considera la Cina come parte della propria patria.
Nel manga, Hiroki è il ragazzo più alto della classe, dai capelli lunghi. Hiroki trova Takako che sta morendo e la consola. Lui e Kiriyama si affrontano tre volte (più di qualsiasi altro concorrente), ma Hiroki riesce sempre a venirne fuori e quando incontra Kiriyama per la terza e ultima volta si impegnano in un sanguinoso combattimento in cui Hiroki ferisce Kiriyama, anche se la maggior parte delle volte Kazuo prevede le sue mosse. Nel combattimento Hiroki perde tre dita, tutte le unghie delle mani e un occhio, venendo anche colpito più volte. Hiroki inizialmente si salva perché Kiriyama viene distratto da Kayoko che ha una pistola; questo gli permette di rubare il mitra di Kazuo e colpirlo tre volte al petto e una nel braccio. Credendo che sia morto, Hiroki e Kayoko passano un momento intimo ma Kiriyama riappare; Hiroki se ne accorge troppo tardi (ricordandosi che Toshinori Oda aveva un giubbotto antiproiettile e pensando che Kiriyama deve averlo preso) e prima che possa raggiungere la pistola Kiriyama gli spara nello stomaco. Hiroki dice quindi a Kayoko di correre via ma lei rimane con lui. Kiriyama poi spara a Kayoko dietro la testa uccidendola, e subito dopo uccide Hiroki sparandogli in faccia, facendoli morire abbracciati.
In un flashback del manga, Hiroki decide di imparare le arti marziali perché da giovane era vittima di bullismo. Un altro flashback mostra Hiroki innamorarsi di Kayoko dopo averla vista da lontano mentre si occupava dei fiori; il maestro di Hiroki osserva che "lei va bene per te" lasciando Hiroki rosso e imbarazzato. Nel romanzo e nel film Kayoko, spaventata, spara a Hiroki uccidendolo; nel manga invece decide di andare insieme a lui, tuttavia vengono entrambi uccisi da Kiriyama. Koushun Takami, autore del romanzo e co-autore del manga (insieme a Masayuki Taguchi), ha detto che la versione del manga enfatizza la paura di Hiroki di essere violento. Hiroki è interpretato da Sousuke Takaoka nel film.
Ucciso da: Kayoko Kotohiki (romanzo e film); Kazuo Kiriyama (manga).

### Kazuo Kiriyama
- Arma assegnata: coltello (romanzo), ingram MAC-10 (manga), ventaglio (film).

Il 6° ragazzo, Kazuo Kiriyama (桐山 和雄?, Kiriyama Kazuo), è l'antagonista principale e il concorrente che uccide più avversari durante il gioco. 

#### Romanzo e manga
Kazuo è uno psicopatico con una mente geniale e un corpo atletico ma è incapace di provare emozioni, a causa di una lobotomia a cui venne sottoposto dopo un incidente stradale che gli danneggiò parte del cervello (nel romanzo, l'incidente avvenne quando era ancora nell'utero della madre; nel manga, avvenne dopo la sua nascita e durante la sua infanzia). 
Di ricca famiglia, è un ragazzo molto bello e intelligente: riesce a padroneggiare vari talenti (come la pittura, il violino e varie arti marziali) in tempi molto più rapidi rispetto a quelli che sarebbero serviti a una persona normale, tuttavia (a causa della sua mente danneggiata), tende a perderne interesse subito dopo averne raggiunto la padronanza. Grazie alla sua straordinaria intelligenza, ha conseguito risultati scolastici eccezionali (tanto da arrivare primo, in vari esami nazionali); inoltre, sempre durante il periodo scolastico, fu anche l'unico studente di sesso maschile a non cedere al fascino di Mitsuko Soma.
Nonostante le proprie abilità, tuttavia, Kazuo non era uno studente modello. Infatti, era il leader di una banda giovanile (definita "Famiglia Kiriyama") dedita alla delinquenza minorile e, sempre a causa della sua mente danneggiata, non si faceva il minimo problema nel compiere, lui stesso, azioni criminali: per esempio, durante una lezione di educazione fisica, estrasse un occhio dall'orbita oculare del violento professore (che, solo per umiliarlo davanti ai suoi compagni di classe, lo sfidò a un incontro di Judo) e, incurante delle sue suppliche, schiacciò il bulbo oculare (ancora collegato al nervo ottico), soltanto per vedere quale fosse il colore dell'umor vitreo.
All'interno dell'isola, aderisce al Programma non per istinto di sopravvivenza ma solo perché non ha altre necessità; in totale, riesce a uccidere quattordici suoi compagni di classe (quindici, se si conta anche Shōgo Kawada); a renderlo più letale, è anche la sua straordinaria resistenza al dolore: per esempio, dopo aver ucciso Mitsuko, cerca di riuscire a sparare in un modo molto più rapido e lo fa tagliandosi un braccio con un coltello per poi tastarsi i muscoli senza provare il minimo dolore. Viene ucciso durante l'ultimo giorno: nel romanzo, da Noriko che gli spara in testa; nel manga, da Shūya che gli spara al collo (in quello stesso momento, per via di un precedente colpo sulla faccia, Kazuo aveva riacquistato la capacità di provare emozioni e, infatti, afferma che può riprovarle).  

#### Film
Kazuo (interpretato da Masanobu Andō) non è mai stato un alunno della 3-B della "Shiroiwa Junior High School" ma si è comunque unito al Programma per il proprio divertimento. Poiché non ha mai fatto parte della classe, la "Famiglia Kiriyama" non esiste: tuttavia, i suoi membri fanno comunque parte di una banda, guidata da Mitsuru Numai, e di cui è apparentemente membra anche Izumi Kanai; credendo che fosse in combutta con Kitano, la banda lo minaccia brevemente (nel tentativo di estorcergli delle informazioni) ma viene uccisa dal ragazzo. Alla fine, Kazuo viene ucciso da Shōgo, il quale gli spara al collare che, esplodendo, gli taglia la gola.
Kazuo è mentalmente più pericoloso perché, non essendo mai stato lobotomizzato durante l'infanzia, è in grado di provare emozioni e, di conseguenza, uccide per il piacere di farlo; infatti, prova un godimento sadico ogni volta che uccide uno degli studenti: per esempio, dopo aver sparato con il proprio Uzi a Yumiko Kusaka e Yukiko Kitano, gli si avvicina sorridendo e quando giunge davanti a Yumiko (l'unica delle due, ancora in vita), la gira con un forte calcio alla schiena per poi spararle nello stomaco; inoltre, prima di spararle, le posiziona davanti alla bocca, il megafono preso dal cadavere di Yukiko, in modo che chiunque sentisse le sue urla. 
Kazuo è anche muto: infatti, non lo si sente mai parlare; tuttavia, non si sa se non parli perché affetto da mutismo o semplicemente perché non aveva nessuna voglia di farlo.  

#### Vittime e assassino/a
Uccide: Hiroshi Kuronaga, Ryuhei Sasagawa, Izumi Kanai, Mitsuru Numai, Yumiko Kusaka, Yukiko Kitano, Yutaka Seto, Toshinori Oda, Mitsuko Soma e Shōgo Kawada (in tutte le versioni); Shinji Mimura e Mizuho Inada (nel romanzo e nel manga); Kayoko Kotohiki e Hiroki Sugimura (nel manga); Keita Iijima (nel film).
Ucciso da: Noriko Nakagawa (romanzo), Shūya Nanahara (manga), Shōgo Kawada (film).

### Mitsuko Soma
- Arma assegnata: kama (romanzo, manga e film)

L'11° ragazza, Mitsuko Soma (Soma Mitsuko) è l'antagonista secondaria della storia e la partecipante che uccide più studenti durante il gioco, dopo Kazuo Kiriyama. 
Mitsuko era una ragazza bella e seducente che manipolava chi la circondava e che usava spesso la propria bellezza per ottenere soldi e altri servizi dagli uomini, vittime del suo fascino. Ma nonostante questo, dentro di sé, non era altro che una bambola vuota, a causa dei ripetuti abusi sessuali subiti nel corso degli anni da parte del patrigno e di tanti altri uomini. Era considerata una delle ragazze più belle della scuola con il suo viso angelico, il suo corpo armonioso e il suo sorriso seducente, che nel romanzo viene descritto come "il sorriso di un angelo caduto". Similmente a Kazuo Kiriyama, soffre di un pesante trauma infantile (nel suo caso, l'essere stata violentata da innumerevoli uomini durante la sua infanzia), ed era la leader della sua banda composta da: lei stessa, Hirono Shimizu e Yoshimi Yahagi. Mitsuko riesce a uccidere un totale di sei studenti (sette nel romanzo) durante il gioco, diventando il secondo avversario più pericoloso del Programma, prima di essere uccisa da Kazuo Kiriyama. Nel manga e nel film, è l'ultima ragazza a morire.
Nel romanzo, Mitsuko venne abusata da diverse persone durante la sua infanzia. Quando aveva nove anni sua madre la portò in un vecchio edificio di un quartiere fatiscente, dove tre uomini che avevano pagato la madre, la stuprarono in gruppo e filmarono il tutto in un video. Dopo che Mitsuko raccontò a un insegnante quello che le era successo, invece di ottenere l'aiuto che cercava, venne violentata da quest'ultimo nella sala d'archivio alla fine delle lezioni, e un'amica di Mitsuko, che aveva assistito allo stupro, andò a raccontarlo in giro per tutta la scuola, cosa che portò al licenziamento dell'insegnante. La madre di Mitsuko, poi, cercò nuovamente di portarla a essere violentata per soldi, ma Mitsuko si ribellò e la uccise per poi ripulire la scena in modo da farla sembrare una rapina andata male, e andando infine a sedersi su un'altalena del parco. Dopo la morte della madre, venne portata a vivere da dei parenti lontani, il cui figlio iniziò a bullizzarla, quando poi il bambino venne ricoverato in ospedale per essere caduto dal tetto, la madre accusò ingiustamente Mitsuko di averlo spinto ma la bambina venne difesa dal padre che, tuttavia, iniziò dopo poco a molestarla sessualmente. Essendo stata dunque ripetutamente violentata durante la sua infanzia, Mitsuko era diventata una ragazza manipolatrice con la psiche contorta di una bambina.
Nel manga invece, viene mostrato che quando era bambina, il vero padre di Mitsuko divorziò dalla moglie e infine lasciò il paese per proteggere la figlia dal governo. Questo fatto, lasciò Mitsuko completamente affranta e in lacrime. Prima di andarsene, il padre le regalò un anello "Magical Emily" perché sapeva che lei ne desiderava uno, e anche in modo che lei potesse avere qualcosa per ricordarsi di lui. Mitsuko avrebbe poi custodito l'anello, forse usandolo anche come una possibile fonte di conforto durante il Programma. A nove anni, Mitsuko incontrò per la prima volta il suo patrigno che per l'occasione le regalò una bambola: quella fu l'unica volta in cui l'uomo le mostrò vera gentilezza, con la promessa che sarebbero stati una famiglia. Poco dopo tuttavia, le cose cambiarono in peggio e il patrigno iniziò a sottoporre sia Mitsuko che la moglie a ogni forma di abuso. Col tempo le cose peggiorarono ulteriormente e anche la madre di Mitsuko, iniziò ad abusare della figlia. Alla fine, gli orribili abusi continui ai quali Mitsuko era stata sottoposta la fecero diventare una macchina assassina priva di sentimenti, con un'idea contorta del bene e del male. Crescendo, Mitsuko si stancò del suo patrigno e organizzò il suo omicidio con un criminale locale, ma questi finì per uccidere anche sua madre. Mitsuko poi tradì il criminale telefonando alla polizia per farlo arrestare. Nel manga, usava molta della sua sensualità e spesso seduceva gli uomini per fare sesso con loro per poi drogarli o rubargli i soldi. Inoltre godeva di una pessima reputazione a scuola, da quando aveva accoltellato un ragazzo causandogli tredici punti di satura. Sia nel romanzo che nel manga, Mitsuko era a capo di una banda, dedita a omicidi, furti e prostituzione e molte ragazze (non solo della sua classe) la temevano. 
Quasi immediatamente dopo l'inizio ufficiale del Programma, Mitsuko cerca i suoi compagni, uno per uno, per ucciderli e vincere il gioco. La sua arma designata è una falce, che usa con abilità estremamente letale; oltre a questo usa il suo corpo e il suo bell'aspetto per sedurre i suoi compagni di classe maschili, così da prenderli alla sprovvista. A causa degli abusi subiti, ha un'idea distorta del sesso e pensa che sia la soluzione a tutto. Questo l'ha portata a violentare Yuichiro Takiguchi durante il Programma, dopo che era stato ferito mortalmente, convinta che così lo avrebbe fatto sentire meglio; tuttavia quando Yuichiro le dice che gli sta facendo male, lei sconvolta perché si sente rifiutata, lo uccide piantandogli la sua falce sul mento.
Durante le fasi finali del gioco, si imbatte in Kazuo Kiriyama, lo studente che aveva causato la maggior parte dei morti durante il Programma, e quasi subito tra i due scoppia uno scontro a fuoco. Dopo essere stata ferita al braccio destro, Mitsuko tenta di sedurlo, spogliandosi completamente nuda (nel manga, chiedendogli se avesse mai visto il film "Assassini nati", gli propone di diventare la sua amante, di uccidere tutti i loro compagni di classe rimasti, poi di fuggire dall'isola e diventare anch'essi serial killer). Tuttavia a causa della sua assenza di emozioni indotta dalla lobotomia, Kiriyama non cade nella trappola e continua a spararle. A causa delle gravi ferite subite, Mitsuko, inizia a delirare e a ricordare ad alta voce momenti della sua infanzia, e piange dalla gioia quando vede che Kiriyama abbassa il braccio che regge il suo Uzi, credendo di averlo mosso a compassione. Tuttavia, Kiriyama aveva abbassato il braccio, solo a causa di una ferita riportata durante il suo precedente scontro con Hiroki, e rialzatolo subito, spara in faccia a Mitsuko, mettendo fine alla sua vita. 
Nel film, Mitsuko viene raffigurata come socialmente imbarazzante, solitaria, emarginata e senza amici e, a differenza del romanzo e del manga, non è una ragazza temuta da quasi tutti i suoi compagni di classe (nel bus, Megumi Eto ad alta voce e ripetutamente, ma senza cattiveria e senza saperlo, disturba il suo sonnellino senza che Mitsuko dica e faccia nulla. In un'altra scena che vede Noriko bullizzata nel bagno delle ragazze, da tre compagne di classe, non si vede anche Mitsuko come partecipante e/o autrice del gesto). Sempre nel film, viene chiamata per nome dalla maggior parte dei compagni di classe e non con il suo cognome "Soma", il che rappresenta una mancanza di rispetto nei suoi confronti. 
In una versione estesa del film, viene mostrato un flashback in cui Mitsuko da bambina, di ritorno a casa da scuola, trovò la madre ubriaca insieme a un uomo che l'aveva pagata per violentare la figlia. Mitsuko per autodifesa lo spinse giù dalle scale spezzandogli il collo e uccidendolo all'istante. Viene poi uccisa con la sua stessa arma, da Kazuo Kiriyama, in una sequenza particolarmente violenta in cui lei muore come una "perdente". In totale uccide sei compagni di classe, cosa che la rende la seconda persona più letale della 3-B. Si diceva che avesse fatto sesso con diversi ragazzi e che avesse rubato il fidanzato di Hirono Shimizu.
Mitsuko è stata interpretata da Kou Shibasaki nel film, ruolo che l'ha resa famosa in tutto il Giappone e in tutta l'Asia orientale.
Uccide: Megumi Eto, Takako Chigusa, Tadakatsu Hatagami, Yuichiro Takiguchi; Yoji Kuramoto, Yoshimi Yahagi (romanzo e manga); Kayoko Kotohiki (romanzo e film); Hirono Shimizu (film).
Uccisa da: Kazuo Kiriyama

## Personaggi secondari

### Ragazzi
Yoshio Akamatsu
- Arma assegnata: Balestra (romanzo,  manga e film)

Il 1° ragazzo, Yoshio Akamatsu (Akamatsu Yoshio) è il primo studente a lasciare la scuola in tutte le versioni.
Nel romanzo e nel manga, Yoshio ha un'altezza di circa 180 centimetri ma nonostante la sua statura, è un ragazzo che va male negli sport e che è spesso vittima di bullismo, in particolare del suo compagno di classe Ryuhei Sasagawa. 
In tutte le versioni, dopo aver ucciso la 14° ragazza, Mayumi Tendo, Yoshio tenta di uccidere anche Shūya, spaventato dall'idea di venire ucciso da qualche suo compagno di classe. Inizialmente, Shuya cerca di farlo ragionare e convincerlo delle sue buone intenzioni (solo nel romanzo e nel manga. Nel film, Shuya e Noriko scappano subito da lui, senza cercare di farlo ragionare), e lo stesso Yoshio sembra convincersene. Ma poi nota il cadavere di Mayumi e inizia a delirare affermando che non può accettare la sua offerta perché ormai è già stato coinvolto nel Programma. Quando poi, anche Noriko esce dalla struttura, Yoshio appena la nota, cerca di ucciderla, costringendo Shuya a colpirlo alla spalla con una freccia che Yoshio gli aveva precedentemente scagliato addosso, mancandolo. A causa della ferita, precipita dalla postazione in cui si era rifugiato, perdendo i sensi nella caduta. E quando si risveglia, vede accanto a lui Kazushi Niida che, in preda alla paura (dato che lo credeva morto, poiché l'aveva trovato privo di sensi), lo colpisce accidentalmente con una freccia della sua balestra, colpendolo alla gola (nel cuore nel film). Invece nel manga, Kazushi lo uccide di sua spontanea volontà, trapassandogli la testa con una freccia, per poi insultare il cadavere e urlare a gran voce che sarà soltanto lui, l'unico vincitore del Programma. 
Uccide: Mayumi Tendo
Ucciso da: Kazushi Niida
Keita Iijima
- Arma assegnata: Coltello da cucina (romanzo e manga); Jitte (film)

Il 2° ragazzo, Keita Iijima (Iijima Keita) è un ragazzo solitario e un ex-amico di Shinji Mimura. I due litigarono perché Keita non aiutò Shinji quando questi venne molestato da dei teppisti e, pur sapendo che Keita era un codardo, da quel giorno Shinji smise di fidarsi di lui. Quando Keita cerca di unirsi a Shinji e Yutaka, Shinji gli punta una pistola contro dicendogli di andarsene, e nel tentativo di spaventarlo accidentalmente gli spara, uccidendolo. Questo dà inizio a una catena di eventi che porta al fallimento finale del piano di Shinji. Nel manga, Keita è noto per vomitare quando vede qualcosa di disgustoso e rivoltante come quando Kazuo Kiriyama strappa il bulbo oculare di un insegnante di ginnastica e lo schiaccia davanti a tutti e quando Yonemi Kamon, il responsabile del Programma, mostra alla classe il cadavere in decomposizione dell'insegnante Masao Hayashida.
Nel film, invece, Keita è noto per ridere nei momenti meno opportuni, come all'inizio quando Kitano gli chiede cosa ci sia di così divertente, domanda a cui lui non dà nessuna risposta. Keita è ancora amico di Shinji e viaggia insieme a lui e Yutaka. Alla fine Kazuo Kiriyama uccide lui e Yutaka e le sue ultime parole sono "fuggiremo ancora assieme".
Ucciso da: Shinji Mimura (romanzo e manga); Kazuo Kiriyama (film).
Tatsumichi Oki
- Arma assegnata: Accetta (romanzo e film); Machete (manga)

Il 3° ragazzo, Tatsumichi Oki (Oki Tatsumichi) cede alla pressione in tutte le versioni di Battle Royale.
Nel manga, Tatsumichi è un nuovo studente ed è un membro della squadra di Pallamano della scuola. Dopo l'inizio del Programma impazzisce e tenta di uccidere Shūya e Noriko. Dopo essere caduto insieme a Shūya, la sua stessa arma lo colpisce in faccia, uccidendolo all'istante (nel film invece rimane vivo per qualche secondo prima di cadere a terra morto). Yuko Sakaki è testimone dell'evento e crede che Shūya abbia volontariamente ucciso Tatsumichi, cosa che porta al tentato omicidio di Shūya e al successivo massacro del faro.
Ucciso da: Shūya Nanahara (incidente).
Toshinori Oda
- Arma assegnata: Giubbotto antiproiettile (romanzo, manga e film)

Il 4° ragazzo, Toshinori Oda (Oda Toshinori) è un ragazzo ricco e brutto.
Nel romanzo e nel manga, Toshinori tenta di uccidere Hirono Shimizu strangolandola mentre sta bevendo dell'acqua da un pozzo. Lei gli spara due volte nello stomaco anche se non è a conoscenza del fatto che lui indossi un giubbotto antiproiettile. Toshinori riappare e la uccide strangolandola (nel manga buttandola in fondo al pozzo dove annega) e dopo averla uccisa prende la sua pistola e si nasconde nella zona. Più tardi incontra Hiroki Sugimura che tenta di uccidere alle spalle, questa volta indossando il casco di una moto, ma Hiroki avverte il pericolo e, dopo aver schivato i proiettili, attacca Toshinori rompendogli il dito indice. I due hanno un incontro breve perché appare Kazuo Kiriyama che tende un'imboscata a entrambi. Hiroki fugge salvandosi, mentre Toshinori si finge morto con in mano la sua pistola tentando di fare un agguato a Kiriyama per prenderlo alla sprovvista, tuttavia Kiriyama se ne accorge e schiva andando poi al contrattacco sparando molte volte all'inguine di Toshinori uccidendolo.
Nel film, non incontra mai Hirono e Hiroki, ma invece viene introdotto in sella a una moto intento a sfuggire a Kiriyama che lo "uccide". Toshinori inizia a ridere quando si accorge che Kiriyama non c'è più, tuttavia smette quando si accorge che in realtà Kiriyama è sopra di lui che brandendo un Wakizashi lo decapita. Kiriyama poi gli prende la testa, e infilando dentro la bocca una bomba a mano la getta dentro il rifugio di Shogo.
Nel romanzo e nel manga, Toshinori è un ragazzo brutto e ricco (il padre possiede una società di successo) con un'alta opinione di sé stesso e con un talento per il violino. Toshinori odia i suoi compagni di classe, che definisce "volgari", e odia Shūya perché è bello e suona la musica Rock verso cui Toshinori ha un grande disprezzo; è anche geloso di Kazuo Kiriyama sia perché è più ricco sia perché è più abile col violino.
Uccide: Hirono Shimizu (romanzo e manga).
Ucciso da: Kazuo Kiriyama
Yoshitoki Kuninobu
- Arma assegnata: Nessuna

Il 7° ragazzo, Yoshitoki Kuninobu (Kuninobu Yoshitoki) è il migliore amico di Shūya, allegro e che non si arrabbia tanto facilmente. Nella versione originale giapponese è l'unico personaggio, a parte Noriko, a chiamare Shūya per nome.
Nel romanzo e nel manga, dopo che il responsabile del Programma (Sakamochi nel romanzo, Kamon nel manga) rivela di aver violentato la direttrice del orfanotrofio di Yoshitoki che aveva protestato per la sua partecipazione al Programma, Yoshitoki esprime il suo odio per l'insegnante. Dato che mostrare odio per un funzionario del governo è illegale, Sakamochi ordina ai soldati nelle vicinanze di sparargli. Yoshitoki viene colpito al lato sinistro della bocca perdendo tutti i denti e la lingua lasciandolo incapace di parlare e viene lasciato sanguinare finché Sakamochi decide di mettere fine alla sua agonia sparandogli in testa. Nel manga viene colpito personalmente in faccia da Kamon che in seguito giustifica l'omicidio come un atto di misericordia. Nel manga, Shūya rivela che i genitori di Yoshitoki divorziarono quando lui era molto piccolo e sua madre l'aveva poi abbandonato mandandolo all'orfanotrofio dove incontrò Shūya e dove i due fecero amicizia. Yoshitoki rivela a Shūya di avere una cotta per una ragazza che Shūya presume essere Noriko e per questo Shūya fa del suo meglio per proteggerla. Shūya, poi, si rende conto che un'altra donna che Yoshitoki amava era la signorina Ryoko, la sorvegliante dell'orfanotrofio, perché era l'unica donna che non l'avrebbe mai lasciato e quindi era per questo che si era infuriato alla notizia dello stupro.
Nel film, Yoshitoki aveva accoltellato Kitano nei glutei a scuola, e a causa di questo Kitano diede le dimissioni. Durante il Programma, dopo che Kitano uccide Fumiyo e Noriko viene colpita da un proiettile nel caos, Yoshitoki attacca Kitano e lui lo accoltella alle natiche. Dopo che Yoshitoki litiga con Kyoichi Motobuchi, Kitano fa esplodere il collare di Yoshitoki uccidendolo.
Ucciso da: Kinpatsu Sakamochi (romanzo); Yonemi Kamon (manga); Kitano (film).
Yoji Kuramoto
- Arma assegnata: Tantō (romanzo); Taglierino (manga); Corda (film)

L'8° ragazzo, Yoji Kuramoto (Kuramoto Yoji) è un ragazzo tranquillo che il romanzo descrive con l'aspetto di un "latino". Aveva una relazione con Yoshimi Yahagi. Nel manga si sono conosciuti in un cinema.
Nel romanzo e nel manga, durante il Programma, hanno un litigio (lui sosteneva che non l'aveva mai amata) per poi riconciliarsi solo per essere entrambi uccisi da Mitsuko Souma. Nel film i due si suicidano impiccandosi.
Ucciso da: Mitsuko Souma (romanzo e manga); Suicidio (film).
Hiroshi Kuronaga
- Arma assegnata: non specificata nel romanzo e nel manga; Coltello (film)

Il 9° ragazzo, Hiroshi Kuronaga (Kuronaga Hiroshi) è un membro della banda di Kiriyama. Dopo che gli è stato detto da Kiriyama di incontrarsi con gli altri membri in un certo punto dell'isola, viene ucciso da Kiriyama stesso assieme ai suoi compagni. Hiroshi è un ragazzo paffuto con gli occhiali.
Nel film, Hiroshi fa parte della banda che bullizza Kiriyama e viene ucciso da lui con il resto del gruppo.
Ucciso da: Kazuo Kiriyama
Ryuhei Sasagawa
- Arma assegnata: Ingram MAC-10 (romanzo); non specificata nel manga; Uzi (film)

Il 10° ragazzo, Ryuhei Sasagawa (Sasagawa Ryuhei) è un membro della banda di Kiriyama con i capelli lunghi. Dopo che gli è stato detto da Kiriyama di incontrarsi con gli altri membri in un certo punto dell'isola, viene ucciso da Kiriyama stesso assieme ai suoi compagni.
Nel film, Ryuhei fa parte della banda che bullizza Kiriyama e viene ucciso da lui con il resto del gruppo.
Ucciso da: Kazuo Kiriyama
Yutaka Seto
- Arma assegnata: Forchetta (romanzo, manga e film)

Il 12° ragazzo, Yutaka Seto (Seto Yutaka) è uno dei ragazzi più bassi e il clown della classe. Aiuta Shinji a raccogliere il materiale per costruire la bomba.
Nel romanzo, Yutaka ha una cotta per Izumi Kanai e vuole vendicare la sua morte, per questo si sente motivato ad aiutare Shinji ad eseguire il suo piano. Nel manga, invece, Yutaka ha una cotta per Fumiyo Fujiyoshi e, dopo che Yonemi Kamon la uccide, aiuta Shinji e chiama la loro bomba "vendetta di Fumiyo".
Nel manga, mentre preparano gli ultimi ritocchi della loro bomba, Yutaka accidentalmente accende una torcia attirando così Keita Iijima al capannone dove sono nascosti. Dopo che Shinji accidentalmente uccide Keita, Yutaka perde la fiducia in Shinji, ma i due si riconciliano dopo che Yutaka ricorda le numerose volte in cui Shinji lo ha perdonato per i suoi errori. I due, quindi, si abbracciano amichevolmente ma Kazuo Kiriyama appare sparandogli numerose volte alla testa senza che lui se ne accorga e muore quando Shinji, gravemente ferito anche lui, corre a ripararsi nel capannone. Quando Shinji vede il cadavere di Yutaka sul terreno, versa una lacrima e a quel punto Kiriyama gli spara in testa uccidendolo. In un flashback del manga, Yutaka viene tormentato da alcuni teppisti in un vicolo. Shinji crede erroneamente che Yutaka sia un ragazzino, ma lui lo corregge dicendogli che sono allo stesso anno, lasciandolo di stucco. Shinji poi sconfigge i due teppisti e viene a sapere che Yutaka si era messo nei guai perché stava proteggendo un cucciolo di cane indifeso. Shinji ammira profondamente il gesto e i due diventano migliori amici.
Nel film, Yutaka scambia Kazuo per Shūya dopo averlo visto e corre verso di lui venendo poi ucciso assieme a Keita e Shinji (anche se non prima che Shinji faccia esplodere la bomba nel fallito tentativo di uccidere Kiriyama).
Ucciso da: Kazuo Kiriyama
Yuichiro Takiguchi
- Arma assegnata: Mazza da baseball (romanzo); Smith & Wesson 19 (manga); Machete (film)

Il 13° ragazzo, Yuichiro Takiguchi (Takiguchi Yuichiro) è un ragazzo ingenuo e amichevole e anche un Otaku. Sta con il suo amico Tadakatsu e ha una cotta per Mitsuko.
Nel romanzo e nel manga, quando Mitsuko tenta di uccidere Tadakatsu viene vista da lui. Yuichiro fa amicizia con Mitsuko, arrivando a prendere un proiettile al suo posto. Mitsuko sconvolta dalla sua genuina bontà, gli mostra più compassione che nei confronti di chiunque altro, tenendo il suo corpo e dandogli un vero bacio, consolandolo prima di sparargli due volte al petto per mettere fine al suo dolore. In questa versione Mitsuko sentiva davvero compassione per Yuichiro e l'ha ucciso per non farlo morire lentamente.
Nel manga, quando Yuichiro viene colpito dal proiettile, Mitsuko cerca di fare sesso con lui credendo istericamente che il sesso avrebbe fermato il suo dolore, ma quando lui le urla di fermarsi raggiunge il culmine piantandogli una falce nella gola pensando che lui l'avesse rifiutata dicendo di sentire dolore.
Nel film, Yuichiro e Tadakatsu vengono visti nudi e pugnalati a morte mentre Mitsuko, reindossando i suoi vestiti, lascia la zona facendo capire che lei li ha sedotti per far loro abbassare la guardia e uccisi quando meno se lo aspettavano.
Ucciso da: Mitsuko Souma
Sho Tsukioka
- Arma assegnata: Deringer (romanzo e manga); Nunchaku (film)

Il 14° ragazzo, Sho Tsukioka (Tsukioka Sho) 
Sia nel  film,Romanzo e manga  Sho fa parte della banda che bullizza Kiriyama e viene ucciso da lui con il resto del gruppo.
Ucciso da: Esplosione del collare (romanzo e manga); Kazuo Kiriyama (film).
Kazushi Niida
- Arma assegnata: Shamisen (romanzo e manga); Gruccia (film).

Il 16° ragazzo, Kazushi Niida (Niida Kazushi) è un ragazzo goffo e squallido.
Nel romanzo e manga, Kazushi fa parte della squadra di Calcio della scuola. Kazushi uccide Yoshio dopo averlo trovato incosciente e incontra Takako Chigusa. Nel manga, oltre a desiderare di violentare Takako, tenta di spararle quando lei va da lui. Ne consegue una lotta feroce che termina con Kazushi che rimane impalato con una delle sue frecce. Nel romanzo Takako perfora gli occhi di Kazushi, gli schiaccia i genitali e gli calpesta brutalmente la gola prima di spingergli in bocca il suo rompighiaccio.
Nel film, Kazushi cerca di forzare Takako a unirsi a lui, così come cerca di convincerla a fare sesso con lui. Mentre urla, accidentalmente le spara una freccia che sfigura il suo viso perfetto. Takako si vendica e lo insegue pugnalandolo ripetutamente ai genitali e al torace, uccidendolo.
Uccide: Yoshio Akamatsu
Ucciso da: Takako Chigusa
Mitsuru Numai
- Arma assegnata: Walther PP (romanzo); Walther P99 (manga); Colt Python (film)

Il 17° ragazzo, Mitsuru Numai (Numai Mitsuru) è il secondo in comando della banda di Kiriyama. Era un compagno di classe aggressivo che aveva maltrattato diversi compagni come Yoshio Akamatsu. Quando Kiriyama passa un biglietto al gruppo dicendogli di incontrarsi al promontorio, Mitsuru si dirige là e, dopo essere arrivato, vede i cadaveri dei suoi compagni (insieme a quello di Izumi Kanai) e viene tradito da Kazuo che gli rivela di aver deciso di partecipare al Programma. Mitsuru allora gli spara ma Kazuo schiva facilmente i proiettili e gli spara a sua volta, colpendolo molte volte in faccia e uccidendolo quasi istantaneamente.
Nel romanzo e nel manga, in un flashback viene mostrato che aveva un padre alcolizzato e una famiglia problematica. Aveva l'ossessione di diventare forte, ed è stato questo a portarlo sulla strada del bullismo. In un'occasione stava picchiando Ryuhei Sasagawa nella biblioteca della scuola, ma venne circondato da tre bulli più grandi che lo picchiarono senza pietà, rompendogli due dita e alcuni denti, Kiriyama poi lo salvò picchiando i bulli. Da quel momento Mitsuru si sentì in debito con Kiriyama e divenne il suo servitore più fedele. Nel profilo del manga viene dichiarato che Mitsuru avrebbe avuto la possibilità di vincere se Kiriyama non lo avesse eliminato nella fase iniziale.
Nel film, Mitsuru è il leader della banda che bullizza Kiriyama e viene ucciso da lui con il resto del gruppo.
Ucciso da: Kazuo Kiriyama
Tadakatsu Hatagami
- Arma assegnata: Smith & Wesson 19 (romanzo); Mazza da baseball (manga e film)

Il 18° ragazzo, Tadakatsu Hatagami (Hatagami Tadakatsu) è un ragazzo alto e atletico, amico di Yuichiro.
Tadakatsu gioca nella squadra di Baseball della scuola. Nel romanzo, era amico di Shūya. Tuttavia i due smisero di frequentarsi dopo che Shuya abbandonò la squadra e iniziò a suonare il rock, un'attività vietata dalla "Repubblica della Grande Asia Orientale" (ma anche perché la madre di Tadakatsu, odiava il rock).
Nel romanzo e manga, cattura Mitsuko dopo che lei li attacca. Quando Yuichiro libera Mitsuko, lei seduce Tadakatsu togliendosi il reggiseno nel tentativo di ucciderlo. Mentre cominciano a fare sesso, Mitsuko tenta di ucciderlo tagliandogli la vena giugulare con un rasoio mentre si baciano, ma per via dei riflessi sorprendenti sviluppati mentre giocava a baseball, evita la morte, ricevendo solo un piccolo taglio. Tadakatsu insegue Mitsuko in mutande con la sua pistola e spara accidentalmente a Yuichiro che stava di fronte a lei. Mentre Tadakatsu è distratto da questo, Mitsuko lo colpisce alla spalla con la lama. Nel romanzo poi lei gli spacca la testa con la mazza da baseball uccidendolo, nel manga invece lo colpisce in testa e ad un occhio con la kama causando la sua morte.
Nel film, lui e Yuichiro vengono visti nudi e morti accoltellati mentre Mitsuko lascia la zona.
Ucciso da: Mitsuko Souma
Kyoichi Motobuchi
- Arma assegnata: Smith & Wesson 36 (romanzo e manga); Smith & Wesson 19 (film)

Il 20° ragazzo, Kyoichi Motobuchi (Motobuchi Kyoichi) è uno studente intelligente ma arrogante.
Kyoichi è il rappresentante di classe e il figlio di un funzionario del governo cosa che gli ha fatto erroneamente pensare che non poteva essere selezionato per una Battle Royale a causa della situazione di suo padre. Quando scopre di essere stato selezionato per il Programma, grida che ci deve essere stato un errore per cui l'insegnante parlandogli di uguaglianza gli dice che non è diverso da chiunque altro. Spinto dal suo insano desiderio di vivere e compiacere il padre, Kyoichi attacca Shuya, ma riceve una pallottola da Shogo che gli fa perdere un braccio, sparandogli poi una seconda volta allo stomaco uccidendolo.
Ucciso da: Shogo Kawada
Kazuhiko Yamamoto
- Arma assegnata: Colt Python (romanzo e manga); Hachimaki (film)

Il 21° ragazzo, Kazuhiko Yamamoto (Yamamoto Kazuhiko) è il fidanzato di lunga data di Sakura Ogawa. Il romanzo descrive Kazuhiko e Sakura come "la coppia più intima della classe".
Dopo il ricongiungimento, i due hanno una discussione e alla fine decidono di non partecipare al Programma. Muoiono presto buttandosi giù da una rupe atterrando nell'oceano e annegando. Nel romanzo e manga, i due si buttano quando sentono una persona avvicinarsi; questa si rivela essere Yukie Utsumi, che voleva solo aiutarli e rimane sconvolta nel vederli morire.
Masayuki Taguchi, il creatore della versione manga, sentiva di essere pienamente toccato nel ritrarre il suicidio di Sakura e Kazuhiko
Ucciso da: Suicidio

### Ragazze
Mizuho Inada
- Arma assegnata: Coltello (romanzo); AutoMag (manga); Coltello da cucina (film)

La 1° ragazza, Mizuho Inada (Inada Mizuho) trascorre la maggior parte del suo tempo vivendo in un mondo di fantasia, pensando a sé stessa come a una bellissima guerriera. Sull'isola a causa delle circostanze intense e sanguinose, la sua mente cede e inizia a credere di vivere davvero nella fantasia. Lei è la migliore amica di Kaori Minami e Megumi Eto. Toshinori Oda si riferisce alle tre ragazze come "sognatrici".
Nel romanzo, Mizuho pur credendo di essere una guerriera illuminata dal dio Ahura Mazda, si nasconde dietro Kiriyama nel tentativo di pugnalarlo ma lui le spara in testa senza nemmeno degnarla di uno sguardo. Questa è la sua unica apparizione nel romanzo e in questa versione della storia è l'ultima ragazza a morire.
Nel manga, Mizuho attacca Shuya, che stava cercando di convincerla a unirsi a loro per fuggire dall'isola, ma a causa della sua mente danneggiata lei continua a sparare contro di lui fino a quando la pistola non esaurisce i proiettili. A questo punto Shuya finalmente la lascia e fugge mentre Mizuho cambia la cartuccia. Dopo di che, lei soccombe al suo mondo delirante che crede essere reale e crea un santuario eccessivamente elaborato per il suo dio fittizio, convinta che questo l'avrebbe salvata da un qualsiasi pericolo e Kiriyama la uccide mentre lei lo sta adorando. Il suo profilo del manga afferma che avrebbe potuto vincere a seconda di quanto avesse ceduto alle sue illusioni.
Nel film, Mizuho e Kaori si dicono addio a vicenda all'inizio del Programma e vengono indicate per aver unito le forze ma poi vengono viste pugnalate morte vicino a un salvagente facendo supporre che si siano uccise a vicenda.
Uccide: Kaori Minami (film)
Uccisa da: Kazuo Kiriyama (romanzo e manga); Kaori Minami (film).
Yukie Utsumi
- Arma assegnata: Browning HP (romanzo e manga); Smith & Wesson (film)

La 2° ragazza, Yukie Utsumi (Utsumi Yukie) è una ragazza carina e intelligente ed è la migliore amica di Haruka Tanizawa. Nel romanzo fa parte di un gruppo non distinto di ragazze che vengono definite "le neutrali". Yukie ha capacità naturali di leadersheap ed è una studentessa modello, oltre a essere la rappresentante di classe femminile, e viene anche descritta come gentile e disponibile. È la migliore amica di Haruka e ha una cotta per Shuya Nanahara che incontrò alle elementari in un giorno di pioggia durante un tentativo di organizzare la pallavolo e le squadre di campionato in palestra. Lei e Haruka lavorarono bene e Yukie era l'alzatrice. Yukie era tenuta in grande considerazione dalla maggior parte dei suoi compagni di classe e sia Shinji Mimura che l'orgogliosa Takako Chigusa la ritenevano affidabile. Era anche una leader migliore del rappresentante di classe maschile Kyoichi Motobuchi e questo viene particolarmente mostrato nel Programma.
Durante il Programma, incontra Haruka e diverse altre ragazze e si nascondono in un faro abbandonato, dove poi arriva anche Hiroki che porta Shuya. Yukie ammette a Shuya di essere innamorata di lui e (solo nel manga) lo bacia, tuttavia un'altra ragazza, Yuko Sakaki, diffida di Shuya (testimone della morte accidentale di Tatsumichi, credendo che Shuya l'abbia ucciso volontariamente pensa che sia pericoloso) e decide di avvelenare il suo cibo, ma il cibo preparato per lui viene invece mangiato da Yuka Nakagawa che muore rapidamente. Come risultato, le ragazze velocemente si accusano l'un l'altra e ne consegue un bagno di sangue e una carneficina di cui Yuko è l'unica sopravvissuta. Nel romanzo e nel manga, Yukie viene uccisa da Satomi Noda dopo che le aveva sparato un colpo d'avvertimento ed è la 30° a morire. Il suo profilo del manga afferma che sarebbe stata eliminata a metà del Programma a seconda del numero di alleati che aveva.
Nel film, Yukie raccoglie il maggior numero di ragazze possibili e cerca un modo per fuggire dall'isola. Yukie riesce a radunare: Haruka Tanizawa, Yuka Nakagawa, Satomi Noda e Chisato Matsui. Lei e il resto del gruppo trovano un faro abbandonato dove si fermano e un'esploratrice trova Yuko Sakaki. Dopo che Hiroki Sugimura trasporta un ferito Shuya al faro, Yukie si prende cura di lui e delle sue ferite convincendo anche le altre ragazze a lasciarlo stare. Quando Shuya si risveglia, Yukie gli elenca i morti che sono: Mizuho Inada, Kaori Minami, Yuichiro Takiguchi, Tadakatsu Hatagami e Toshinori Oda. Yukie poi chiede di Tatsumichi Oki e Shuya le dice che è stato un incidente e che era con Shogo Kawada e Noriko Nakagawa e dopo le illustra il piano di Shogo per fuggire.
Poco dopo, Yukie gli dice che lei sa tutto di lui e poi gli chiede se sa cosa vuol dire essere confuso. Se ne va via e gli dice che è ora di pranzo e che lei gli porterà il cibo.  Yukie poi annuncia alle altre ragazze che Shuya è sveglio e in buone condizioni. Dice ad Haruka di mettere Yuka di guardia e lei cerca di calmare Satomi e Yuko che hanno paura di ciò che può accadere il giorno dopo. Dopo che Yuka si unisce al gruppo, Yukie riunisce le ragazze per dire loro del piano di Kawada e improvvisamente Yuka muore per il cibo avvelenato. Satomi si spaventa e accusa Chisato e Haruka mentre Yukie cerca di placare gli animi. Chisato accusa Yukie di aver avvelenato il cibo per scappare con Shuya e se ne va con la sua pistola venendo uccisa da Satomi. Yukie afferra la pistola e spara a Satomi, mentre Haruka si unisce a lei. Le tre ragazze entrano in una sparatoria e tutte e tre cadono. Satomi si rialza per uccidere Yuko ma decide di non farlo e mentre lei si lamenta di non poter vedere il giorno dopo, viene uccisa da una Yukie morente. Yukie lamenta la mancanza di fiducia delle sue amiche (nella versione giapponese, la sua ultima parola è "baka" che significa "deficiente", "stupido" o "idiota"). Yukie è interpretata da Eri Ishikawa nel film.
Uccide: Satomi Noda (film)
Uccisa da: Satomi Noda
Megumi Eto
- Arma assegnata: Coltello (romanzo e manga); Paralizzatore (film)

Megumi Eto (Eto Megumi) è la 3° ragazza.
Megumi Eto è una ragazza timida che è amica di Noriko Nakagawa. Nel romanzo e nel manga, lei si nasconde in una casa abbandonata e cerca di usare il suo Telefono cellulare per chiamare i suoi genitori, ma invece risponde l'insegnante.
Nel romanzo, Megumi termina la chiamata e sente Mitsuko entrare in casa. Sakamochi, l'insegnante, richiama di nuovo, avvertendo Mitsuko della presenza di Megumi. Nel manga, Megumi schiaccia il suo cellulare con la mano, e dopo aver sentito che qualcuno è entrato in casa, si spaventa. Sperando che la persona sia una delle sue amiche, con sua sfortuna invece si tratta di Mitsuko.
Nel romanzo e nel manga, Mitsuko dice a Megumi che ha paura, ma anche, che vuole collaborare con lei. Megumi le crede felice, ma Mitsuko invece le taglia la gola, rivelando che aveva mentito per tutto il tempo e che in realtà stava giocando per vincere. Mitsuko poi osserva che il rosso non è proprio il colore di Megumi prima di lasciare la casa. Megumi è il quinto studente a morire nel manga.
Nel film, Megumi è una fotografa, ha una cotta per Shinji Mimura ed è la migliore amica di Noriko. Megumi si rifugia all'interno di una casa abbandonata quando Mitsuko entra e intimidisce Megumi. Mitsuko poi confronta le loro armi e maneggia il paralizzatore di Megumi. Quando sembra riconsegnare la pistola elettrica a Megumi, Mitsuko la attacca. Mitsuko accerchia Megumi e pone la Kama accanto alla sua gola prima di tagliarla.
Megumi era spesso vittima di bullismo (soprattutto da Hirono Shimizu). Nel film, tuttavia quando Megumi viene uccisa e Hirono affronta Mitsuko, Hirono difende Megumi così come la sua amica Yoshimi.
Uccisa da: Mitsuko Souma
Sakura Ogawa
- Arma assegnata: Tagliapenna (romanzo); non specificata nel manga e nel film

La 4° ragazza, Ogawa Sakura (Sakura Ogawa) è una delle ragazze più belle della classe e la fidanzata di lunga data di Kazuhiko. Il romanzo descrive Sakura e Kazuhiko come "la coppia più intima della classe".
Lei e Kazuhiko si incontrano nel promontorio e decidono di uccidersi gettandosi da una rupe. Prima di lasciare l'aula segretamente lascia un biglietto a Kazuhiko per incontrarsi al picco nord, dicendolo solo a Shuya.
Nel romanzo e nel manga, Yukie è testimone della loro morte e ne rimane molto turbata.
Masayuki Taguchi, il creatore della versione manga, sentiva di essere pienamente toccato nel ritrarre il suicidio di Sakura e Kazuhiko.
Uccisa da: Suicidio